# Seznam členů Senátu Parlamentu České republiky (2010–2012)
Toto je seznam členů Senátu Parlamentu České republiky v 8. dvouletém volebním období 2010–2012 zahájeném 23. října 2010 po skončených volbách do jedné třetiny horní komory.

## Vedení
Na ustavující schůzi 24. listopadu 2010 složili senátoři slib a zvolili vedení na funkční období 2010–2012.
- Milan Štěch, ČSSD – předseda, 69 z 80 hlasů
  - Přemysl Sobotka, ODS – 1. místopředseda, 72 z 80 hlasů
    - Alena Gajdůšková, ČSSD – místopředsedkyně, 67 z 80 hlasů
    - Alena Palečková, ODS – místopředsedkyně, 71 z 80 hlasů
    - Petr Pithart, KDU-ČSL – místopředseda, 53 z 80 hlasů
    - Zdeněk Škromach, ČSSD – místopředseda, 58 z 80 hlasů[1]

## Kluby
- Klub TOP 09 a Starostové: předsedkyně Soňa Paukrtová, 5 členů
- Senátorský klub České strany sociálně demokratické: předseda Petr Vícha, 41 členů
- Senátorský klub Křesťanské a demokratické unie – Československé strany lidové: předseda Václav Koukal, 6 členů
- Senátorský klub Občanské demokratické strany: předseda Richard Svoboda, 25 členů
- Nezařazení do klubu: 4 členové

## Seznam senátorů
| Senátní obvod             | Jméno               | Volební strana            | Rok zvolení            |
| ------------------------- | ------------------- | ------------------------- | ---------------------- |
| 1. – Karlovy Vary         | Jan Horník          | nestr. za TOP 09 a „STAN“ | 2004, 2010             |
| 2. – Sokolov              | Pavel Čáslava       | ODS                       | 2006                   |
| 3. – Cheb                 | Miroslav Nenutil    | ČSSD                      | 2008                   |
| 4. – Most                 | Alena Dernerová     | nestr. za S.cz            | 2010                   |
| 5. – Chomutov             | Václav Homolka      | KSČM                      | 2007                   |
| 6. – Louny                | Marcel Chládek      | ČSSD                      | 2008                   |
| 7. – Plzeň-město          | Dagmar Terelmešová  | ČSSD                      | 2010                   |
| 8. – Rokycany             | Luděk Sefzig        | ODS                       | 2000, 2006             |
| 9. – Plzeň-město          | Jiří Bis            | ČSSD                      | 2008                   |
| 10. – Český Krumlov       | Tomáš Jirsa         | ODS                       | 2004, 2010             |
| 11. – Domažlice           | Jiřina Rippelová    | ČSSD                      | 2006                   |
| 12. – Strakonice          | Miroslav Krejča     | ČSSD                      | 2008                   |
| 13. – Tábor               | Pavel Eybert        | ODS                       | 1996, 1998, 2004, 2010 |
| 14. – České Budějovice    | Jiří Pospíšil       | ODS                       | 1996, 2000, 2006       |
| 15. – Pelhřimov           | Milan Štěch         | ČSSD                      | 1996, 2002, 2008       |
| 16. – Beroun              | Jiří Oberfalzer     | ODS                       | 2004, 2010             |
| 17. – Praha 12            | Tomáš Grulich       | ODS                       | 2006                   |
| 18. – Příbram             | Josef Řihák         | ČSSD                      | 2008                   |
| 19. – Praha 11            | Milan Pešák         | ODS                       | 2010                   |
| 20. – Praha 4             | Tomáš Töpfer        | nestr. za ODS             | 2006                   |
| 21. – Praha 5             | Miroslav Škaloud    | ODS                       | 2002, 2008             |
| 22. – Praha 10            | Jaromír Štětina     | nestr. za TOP 09 a „STAN“ | 2004, 2010             |
| 23. – Praha 8             | Alena Palečková     | ODS                       | 1996, 2000, 2006       |
| 24. – Praha 9             | Tomáš Kladívko      | ODS                       | 2008                   |
| 25. – Praha 6             | Petr Bratský        | ODS                       | 2010                   |
| 26. – Praha 2             | Daniela Filipiová   | ODS                       | 2000, 2006             |
| 27. – Praha 1             | Zdeněk Schwarz      | nestr. za ODS             | 2008                   |
| 28. – Mělník              | Veronika Vrecionová | ODS                       | 2010                   |
| 29. – Litoměřice          | Alexandr Vondra     | ODS                       | 2006                   |
| 30. – Kladno              | Jiří Dienstbier     | nestr. za ČSSD            | 2008                   |
| 30. – Kladno              | Jiří Dienstbier ml. | ČSSD                      | 2011                   |
| 31. – Ústí nad Labem      | Jaroslav Doubrava   | S.cz                      | 2010                   |
| 32. – Teplice             | Jaroslav Kubera     | ODS                       | 2000, 2006             |
| 33. – Děčín               | Jaroslav Sykáček    | nestr. za ČSSD            | 2008                   |
| 34. – Liberec             | Přemysl Sobotka     | ODS                       | 1996, 1998, 2004, 2010 |
| 35. – Jablonec nad Nisou  | Soňa Paukrtová      | nestr. za SOS             | 2000, 2006             |
| 36. – Česká Lípa          | Karel Kapoun        | ČSSD                      | 2008                   |
| 37. – Jičín               | Josef Táborský      | ČSSD                      | 2010                   |
| 38. – Mladá Boleslav      | Jaromír Jermář      | ČSSD                      | 2006                   |
| 39. – Trutnov             | Pavel Trpák         | ČSSD                      | 2008                   |
| 40. – Kutná Hora          | Jaromír Strnad      | ČSSD                      | 2010                   |
| 41. – Benešov             | Karel Šebek         | ODS                       | 2006                   |
| 42. – Kolín               | Pavel Lebeda        | nestr. za ČSSD            | 2008                   |
| 43. – Pardubice           | Miluše Horská       | nestr. za Nestraníci      | 2010                   |
| 44. – Chrudim             | Petr Pithart        | KDU-ČSL                   | 1996, 2000, 2006       |
| 45. – Hradec Králové      | Vladimír Dryml      | ČSSD                      | 2008                   |
| 46. – Ústí nad Orlicí     | Petr Šilar          | KDU-ČSL                   | 2010                   |
| 47. – Náchod              | Petr Pakosta        | ODS                       | 2006                   |
| 48. – Rychnov nad Kněžnou | Miroslav Antl       | nestr. za ČSSD            | 2008                   |
| 49. – Blansko             | Jozef Regec         | ČSSD                      | 2010                   |
| 50. – Svitavy             | Václav Koukal       | nestr. za KDU-ČSL         | 2006                   |
| 51. – Žďár nad Sázavou    | Dagmar Zvěřinová    | ČSSD                      | 2008                   |
| 52. – Jihlava             | Miloš Vystrčil      | ODS                       | 2010                   |
| 53. – Třebíč              | Vítězslav Jonáš     | ODS                       | 2006                   |
| 54. – Znojmo              | Marta Bayerová      | KSČM                      | 2008                   |
| 55. – Brno-město          | Jan Žaloudík        | nestr. za ČSSD            | 2010                   |
| 56. – Břeclav             | Jan Hajda           | ČSSD                      | 2006                   |
| 57. – Vyškov              | Ivo Bárek           | nestr./ČSSD               | 2002, 2008             |
| 58. – Brno-město          | Stanislav Juránek   | KDU-ČSL                   | 2010                   |
| 59. – Brno-město          | Richard Svoboda     | ODS                       | 2006                   |
| 60. – Brno-město          | Miloš Janeček       | ČSSD                      | 2008                   |
| 61. – Olomouc             | Martin Tesařík      | ČSSD                      | 2010                   |
| 62. – Prostějov           | Božena Sekaninová   | ČSSD                      | 2006                   |
| 63. – Přerov              | Jiří Lajtoch        | ČSSD                      | 2007, 2008             |
| 64. – Bruntál             | Jaroslav Palas      | ČSSD                      | 2010                   |
| 65. – Šumperk             | Adolf Jílek         | KDU-ČSL                   | 2000, 2006             |
| 66. – Olomouc             | Karel Korytář       | ČSSD                      | 2008                   |
| 67. – Nový Jičín          | Zdeněk Besta        | ČSSD                      | 2010                   |
| 68. – Opava               | Václav Vlček        | ODS                       | 2006                   |
| 69. – Frýdek-Místek       | Eva Richtrová       | ČSSD                      | 2008                   |
| 70. – Ostrava-město       | Antonín Maštalíř    | ČSSD                      | 2010                   |
| 71. – Ostrava-město       | Otakar Veřovský     | ČSSD                      | 2006                   |
| 72. – Ostrava-město       | Petr Guziana        | ČSSD                      | 2008                   |
| 73. – Frýdek-Místek       | Petr Gawlas         | ČSSD                      | 2010                   |
| 74. – Karviná             | Petr Vícha          | ČSSD                      | 2006                   |
| 75. – Karviná             | Radek Sušil         | ČSSD                      | 2008                   |
| 76. – Kroměříž            | Miloš Malý          | ČSSD                      | 2010                   |
| 77. – Vsetín              | Jiří Čunek          | KDU-ČSL                   | 2006                   |
| 78. – Zlín                | Alena Gajdůšková    | ČSSD                      | 2002, 2008             |
| 79. – Hodonín             | Zdeněk Škromach     | ČSSD                      | 2010                   |
| 80. – Zlín                | Jana Juřenčáková    | nestr. za „STAN“          | 2006                   |
| 81. – Uherské Hradiště    | Hana Doupovcová     | ČSSD                      | 2008                   |